# The Divide
 (mai 2017).
Si vous disposez d'ouvrages ou d'articles de référence ou si vous connaissez des sites web de qualité traitant du thème abordé ici, merci de compléter l'article en donnant les références utiles à sa vérifiabilité et en les liant à la section « Notes et références ».
Pour plus de détails, voir Fiche technique et Distribution.
The Divide est un film de science-fiction post-apocalyptique germano-canado-américain réalisé par Xavier Gens, sorti en 2011.

## Synopsis
Rescapées d'une attaque nucléaire, huit personnes se réfugient dans un bunker et parviennent à survivre grâce à un stock de provisions. Mais des tensions se forment au sein du groupe, et deux d'entre eux finissent par se proclamer "leaders" et font main-basse sur tous les vivres disponibles...

## Fiche technique
- Titre original : The Divide
- Réalisation : Xavier Gens
- Scénario : Karl Mueller et Eron Sheean
- Direction artistique : Gordon Wilding
- Décors : Tony Noble
- Costumes : Mary Hyde-Kerr
- Photographie : Laurent Barès
- Montage : Carlo Rizzo
- Musique : Jean-Pierre Taïeb
- Production : Ross M. Dinerstein, Juliette Hagopian, Nathaniel Rollo et Darryn Welch
- Sociétés de production : Instinctive Film, Julijette, Preferred Content
- Sociétés de distribution : Alliance Films (Canada), Anchor Bay Films (États-Unis), Bac Films (France)
- Pays d'origine :  États-Unis /  Allemagne /  Canada
- Langue originale : anglais
- Format : couleur – 2.35 : 1 – 35 mm – Dolby Digital
- Genre : Drame, horreur, science-fiction et thriller
- Durée : 122 minutes
- Dates de sortie :
  - États-Unis : 13 mars 2011 (South by Southwest)
  - Canada : 21 juillet 2011 (FanTasia) ; 20 janvier 2012 (sortie nationale)
  - France : 2 septembre 2011 (L'Étrange Festival) ; 1er juin 2012 (DVD)
  - Belgique : 16 mai 2012

## Distribution
- Lauren German (V.F. : Marie Diot) : Eva
- Michael Biehn (V.F. : Hervé Furic) : Mickey
- Milo Ventimiglia (V.F. : Bruno Méyère) : Josh
- Courtney B. Vance (V.F. : Frantz Confiac) : Delvin
- Ashton Holmes : Adrien
- Rosanna Arquette : Marilyn
- Iván González : Sam
- Michael Eklund : Bobby
- Abbey Thickson : Wendi

## Production
Les scènes de tournage ont été tournées dans le Millennium Centre et le Manitoba Production Centre in Winnipeg dans le Manitoba au Canada.
Distribué par Content Films, le film a traversé de nombreux festivals dès le 13 mars 2011 au Festival de Film de South by Southwest avant qu'il ne soit projeté le 13 janvier 2012 aux États-Unis.

## Distinctions et festivals
(en) Récompenses pour The Divide sur l’Internet Movie Database
En septembre 2011, lors de L'Étrange Festival à Paris, le film est nommé au prix « nouveau genre », finalement attribué à Bullhead de Michaël R. Roskam. Steven Kostanski remporte le prix des meilleurs maquillages au festival de Catalogne en octobre 2011. Le film de Xavier Gens est par ailleurs sélectionnés dans les catégories Meilleur film, Meilleur réalisateur ainsi que le prix spécial du jury.
The Divide est également projeté en clôture, hors compétition, au festival international du film fantastique de Gérardmer 2012. Le festival Hallucinations collectives 2012 l'a projeté dans sa version longue.